# Bronius Markauskas

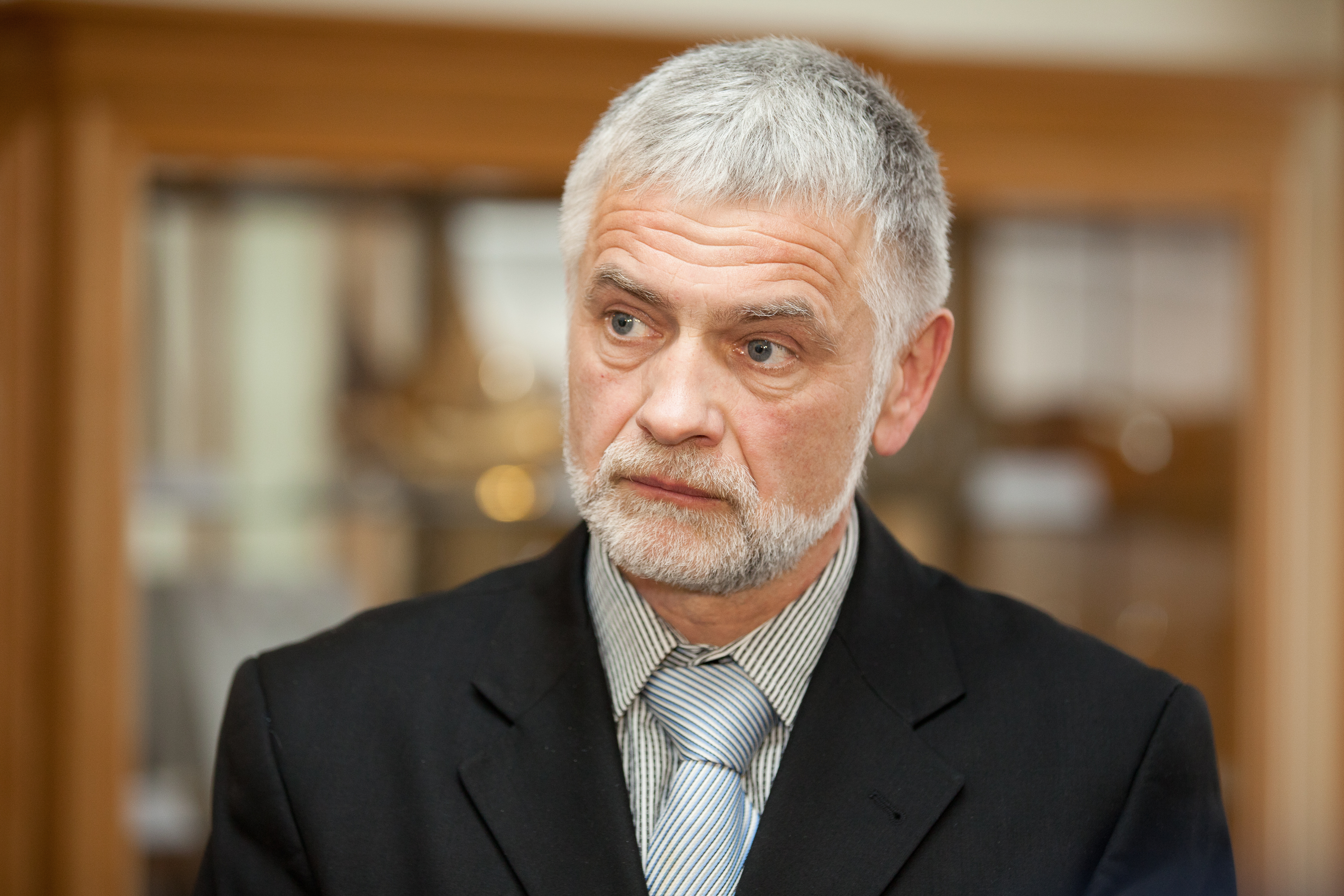
Bronius Markauskas

Bronius Markauskas (*  5. November 1960 in Trušeliai bei Klaipėda, Litauische Sozialistische Sowjetrepublik) ist ein litauischer linker Politiker, seit 2019 Bürgermeister der Rajongemeinde Klaipėda, von Dezember 2016 bis Mai 2018 Landwirtschaftsminister Litauens und von 2016 bis 2019 Seimas-Mitglied.

## Leben
Nach dem Abitur an der Mittelschule absolvierte er 1985 das Diplomstudium als Elektroingenieur am Kauno politechnikos institutas.
Von 1985 bis 1990 arbeitete er als Energiewirtschaftler bei AB „Aksa“ in Kaunas. Von 1990 bis 2016 war er Landwirt in Trušeliai bei Klaipėda. Von 2006 bis 2011 leitete er litauische Agrarkammer (Lietuvos Respublikos žemės ūkio rūmai). Von 2011 bis 2016 war er Vizepräsident der Kammer. Von 2000 bis 2011 war er Mitglied im Rat der Rajongemeinde Klaipėda. 2006 wurde er zum  Seimas gewählt. Vom 13. Dezember 2016 bis zum 14. Mai 2018 war er   Minister im Kabinett Skvernelis,  ältestes Mitglied in dieser Regierung. Sein Nachfolger wurde Giedrius Surplys (* 1976), ehemaliger Innen-Vizeminister. Bis zum 11. April 2019 war Markauskas Mitglied im 12. Seimas.
Seit April 2019 ist er Bürgermeister der Rajongemeinde Klaipėda.  Er wurde bei den Kommunalwahlen in Litauen 2019 direkt ausgewählt und bei Kommunalwahlen in Litauen 2023 zur zweiten Amtszeit wiedergewählt.
Ab 1999 war Markauskas Ratsvorsitzende vom Michverband Litauens (Lietuvos pieno gamintojų asociacija). Er war stellvertretender Vorsitzender des Milchrats am Landwirtschaftsministerium Litauens.
Markauskas ist Mitglied der Partei Lietuvos valstiečių ir žaliųjų sąjunga (bis 2005 Valstiečių ir Naujosios demokratijos partijų sąjunga).

## Familie
Er ist verheiratet. Mit Frau Žydrė Markauskienė hat er die Töchter Skaistė, Joana und Justina sowie den Sohn Astijus.